# Caldiero
Caldiero est une commune de la province de Vérone dans la région Vénétie en Italie.

## Histoire
- Bataille de Caldiero (1796), le 12 novembre 1796, une défaite des forces de la Première République sous le commandement de Napoléon Bonaparte par un corps autrichien commandé par Josef Alvinczy von Borberek ;
- Bataille de Caldiero (1805), le 30 octobre 1805, entre les troupes françaises d'André Masséna et les troupes autrichiennes de l'archiduc Charles-Louis d'Autriche-Teschen ;
- Bataille de Caldiero (1809), du 27 au 30 avril 1809 entre les forces autrichiennes de l'archiduc Jean-Baptiste d'Autriche et les forces italo-française d'Eugène de Beauharnais ;
- Bataille de Caldiero (1813) (en), le 15 novembre 1813, entre l'armée autrichienne de Johann von Hiller et l'armée française d'Eugène de Beauharnais.

## Administration
| Période                                  | Période | Identité | Étiquette | Qualité |
| ---------------------------------------- | ------- | -------- | --------- | ------- |
|                                          |         |          |           |         |
| Les données manquantes sont à compléter. |         |          |           |         |

### Hameaux
Caldierino

### Communes limitrophes
Belfiore, Colognola ai Colli, Lavagno, San Martino Buon Albergo, Zevio